# 佳里菜寮朝安宮
菜寮玉勅朝安宮，簡稱佳里菜寮朝安宮，為菜寮庄廟，位於臺灣臺南市佳里區，主祀：玉勅代天巡狩李府千歲。地屬佳里興震興宮轄境十三村庄之一，榮封為佳里興震興宮「開路先鋒」。

## 主祀神祇
- 主祀：
  - 李府千歲、吳府千歲、玄天上帝
- 同祀：
  - 註生娘娘、福德正神、黑虎大將